# Äijäjärvi (Gällivare socken, Lappland, 743341-174493)
Äijäjärvi är en sjö i Gällivare kommun i Lappland och ingår i Kalixälvens huvudavrinningsområde.